# .et
.et je vrhovna internetska domena (country code top-level domain - ccTLD) za Etiopiju. Domenom upravlja Etiopska telekomunikacijska korporacija.

## Vanjske poveznice
- IANA .et whois informacija  Arhivirana inačica izvorne stranice od 24. travnja 2006. (Wayback Machine)